# Kaohsiung Arena
Kaohsiung Arena (chiń. 高雄巨蛋; pinyin Gāoxióng Jùdàn) – kryty stadion sportowy znajdujący się w mieście Kaohsiung, na Tajwanie. Stadion został otwarty w 2009 i posiada pojemność 15 000 miejsc. W dniach 16–26 lipca 2009 był wykorzystywany jako hala sportowa, gdzie odbywały się VIII. World Games. Obiekt został wybudowany na kwadracie o wielkości 56 000 m².

## World Games 2009
Podczas World Games 2009, na stadionie odbyły się następujące konkurencje sportowe:
- Gimnastyka akrobatyczna
- Gimnastyka rytmiczna
- Sporty taneczne
- Skoki na ścieżce i trampolinie